# Bureaux d'aide à l'insertion professionnelle
Les Bureaux d’Aide à l’Insertion Professionnelle (BAIP) sont des services universitaires français instaurés par la loi LRU en 2008 avec comme mission « de diffuser aux étudiants une offre de stages et d’emplois variée et en lien avec les formations proposées par l’université, ainsi que d’assister les étudiants dans leur recherche de stages et d’un premier emploi ». La Loi Fioraso de 2013 élargit les prérogatives des BAIP et leur confie un rôle de préparation aux entretiens d'embauche et de collecte d'informations relatives à l'insertion professionnelle des jeunes.

## Création
La loi LRU de 2008 s'inscrit dans une logique qui voudrait que le chômage, et notamment le chômage des jeunes, s'expliquerait en partie par une mauvaise adéquation entre l'offre universitaire en matière de formation et la demande sur le marché du travail. Dans cette logique, plusieurs organisations étudiantes, et notamment la Cé, demandent que l'insertion professionnelle des jeunes diplômés devienne une mission de l'université.
La loi LRU va entériner cette proposition. Les BAIP seront les services créés pour répondre à cette mission. Le Ministère de l'Enseignement Supérieur débloquera un budget de 55 millions d'euros dédiés à cette dernière.

## Missions
Les missions des BAIP sont :
- de « diffuser aux étudiants une offre de stages et d'emplois variée et en lien avec les formations proposées par l'université »
- d'« assister les étudiants dans leur recherche de stages et d'un premier emploi » ;
- d'« informer les étudiants sur les métiers existant dans la fonction publique et les accompagner dans l'identification et la préparation des voies d'accès à la fonction publique » ;
- de « conseiller les étudiants sur leurs problématiques liées à l'emploi et à l'insertion professionnelle »;
- de « préparer les étudiants qui en font la demande aux entretiens préalables aux embauches » ;
- de « recenser les entreprises, les associations et les organismes publics susceptibles d'offrir aux étudiants une expérience professionnelle en lien avec les grands domaines de formation enseignés dans l'université, en vue de leur proposer la signature de conventions de stage » ;
- de « présenter un rapport annuel à la commission de la formation et de la vie universitaire du conseil académique sur le nombre et la qualité des stages effectués par les étudiants, ainsi que sur l'insertion professionnelle de ceux-ci dans leur premier emploi ».

En ce sens, le rôle des BAIP se veut complémentaire à celui des SCUIO.

## Réactions

### Soutien
La création des BAIP est saluée par les organisations étudiantes qui étaient favorables à la Loi LRU. C'est le cas de la Confédération Étudiante, pour qui la thématique de l'insertion professionnelle est le principal cheval de bataille.
La FAGE est également favorable aux BAIP, tout en voulant renforcer son rôle : « La FAGE souhaite une réorganisation de la politique d'insertion professionnelle autour des Bureaux d'Aide à l'Insertion Professionnelle (BAIP) qui auront pour rôle de piloter l'ensemble des services relatifs à l'orientation et l'insertion professionnelle. Ils doivent devenir un carrefour incontournable entre l'étudiant, l'université et l'entreprise. ».
PDE est également favorable à la Loi LRU ainsi qu'aux BAIP.
La FAGE, PDE et la Cé revendiquent toutes les trois la paternité des BAIP.
De son côté, l'UNI, organisation étudiante de droite et soutien du gouvernement, est également favorable à la création de ces BAIP, tout en regrettant le coût engendré par ces derniers.

### Opposition
Le syndicat SUD Étudiant, parfois perçu comme étant à l'origine du mouvement étudiant contre la LRU, dénonce la logique de l'insertion professionnelle comme un faux-nez qui aurait en réalité pour fonction de mettre en concurrence les salariés et les étudiants entre eux, et d'affaiblir l'offre de formation des universités.
De son côté, l'UNEF réagira a posteriori, estimant les BAIP n'ont que « peu de réalité dans les parcours étudiants » et qu'ils n'ont « n’ont pas amélioré l’insertion des jeunes diplômés ». Le syndicat étudiant attribue cet échec à « un manque de moyens » et à une « absence d’une définition claire de leurs missions ».

## Liens
- Contribution à la mise en œuvre de bureaux d'aide à l'insertion professionnelle dans les universités, Octobre 2008.
- Liste des bureaux d'aide à l'insertion professionnelle (B.A.I.P.)